# Coral Buttsworth
Coral McInnes Buttsworth (Taree, 7 de junho de 1900 - Hazelbrook, 20 de dezembro de 1985) foi uma tenista australiana. Ela ganhou dois torneios de simples do Australian Open. 